# János Szász
János Szász (14. března 1958 Budapešť) je maďarský divadelní a filmový režisér a scenárista.
Byl režisérem v budapešťském Národním divadle a v Operetním divadle. Za inscenaci hry Tramvaj do stanice Touha mu byl v roce 1997 udělena cena Ostar-díj. Působí také v USA v American Repertory Theater. Vystudoval Univerzitu divadelního a filmového umění v Budapešti, kde roku 2000 začal vyučovat.
Filmové tvorbě se věnuje od roku 1983. V roce 1994 natočil film Vojcek, v němž předlohu Georga Büchnera zasadil do prostředí velkého seřaďovacího nádraží v zimě a do titulní role obsadil Lajose Kovácse. Následovalo temné psychologické drama z období fin de siècle Witmanovic hoši, vycházející z textů Gézy Csátha. Film se promítal v Cannes v sekci Un certain regard a získal belgickou cenu pro novátorská díla Prix de l'Âge d'or. Csáthovy případy inspirovaly také další Szászův film Opium: deník šílené, natočený v koprodukci Maďarska, Německa a USA, za který získala Kirsti Stubø cenu pro nejlepší herečku na moskevském festivalu. Roku 2013 vznikl film Velký sešit podle válečného románu Agoty Kristofové, který získal v Karlových Varech Křišťálový glóbus. Ze skutečného kriminálního případu Gusztáva Léderera, popraveného roku 1926, vychází snímek Řezník, kurva a jednooký muž se Zsoltem Nagym v hlavní roli.
V roce 1995 mu byla udělena Cena Bély Balázse, v roce 2011 byl jmenován vynikajícím maďarským umělcem a v roce 2018 mu byl udělen titul Doctor of Liberal Arts. Je členem Evropské filmové akademie.
Szászovou manželkou je herečka Gyöngyvér Bognárová. Jeho otcem byl spisovatel a režisér Péter Szász, který přežil Koncentrační tábor Dachau. Tato rodinná zkušenost Szásze přivedla k veřejnému angažmá proti projevům antisemitismu v maďarské společnosti. Podílel se na také na dokumentárním projektu o holocaustu Hlasy umlčených, který produkoval Steven Spielberg. V roce 2020 byl propuštěn z univerzity a v únoru následujícího roku u něj provedla maďarská policie domovní prohlídku. Po tomto incidentu se rozhodl odstěhovat do USA.